# Zoológico de Tianjin
El Zoológico de Tianjin se encuentra en el distrito de Nankai, Tianjin, en China, siendo la parte más al sur del complejo Parque del Agua. Tiene una extensión de 53,77 hectáreas (132,9 acres), que incluye alrededor de 10,68 hectáreas (26,4 acres) de lagos. La construcción comenzó en 1975 y se abrió al público el 1 de enero de 1980. Alberga cerca de 3.000 animales de 200 especies.
El zoológico está dividido en hábitats diferentes para: monos / simios, osos, leones, osos panda, pájaros, elefantes, hipopótamos / rinocerontes y anfibios.